# A mackó
A mackó (eredeti cím: The Bear) 2022-től sugárzott amerikai vígjáték-drámasorozat, amelyet Christopher Storer alkotott. A főbb szerepekben Jeremy Allen White, Ebon Moss-Bachrach, Ayo Edebiri, Lionel Boyce és Liza Colón-Zayas látható.
Az Amerikai Egyesült Államokban 2022. június 23-án az FX on Hulu, míg Magyarországon felirattal 2022. október 5-én, szinkronnal 2025. május 29-én a Disney+ mutatta be a 3.évaddal.
A sorozat összesen 21 Primetime Emmy-díjat nyert, köztük a legjobb vígjátéksorozat díját, kétszeres rendezői elismerést Storer számára, két-két színészi díjat White és Moss-Bachrach, valamint egy-egy színészi díjat Edebiri és Colón-Zayas részére. A sorozat emellett öt Golden Globe-díjat is bezsebelt, köztük színészi elismeréseket White és Edebiri számára. 2024-ben elnyerte a legjobb televíziós sorozat – musical vagy vígjáték kategória díját is.

## Ismertető
A tehetséges séf, Carmen "Carmy" Anthony Berzatto örökli családja olasz marhahúsos szendvicsbüféjét bátyja, Michael öngyilkossága után. Visszatér Chicagóba, hogy vezesse az üzletet, maga mögött hagyva a Michelin-csillagos éttermek világát. Testvére rendezetlen adósságaival, egy lepusztult konyhával és kezelhetetlen személyzettel kell szembenéznie, miközben a saját fájdalmával és családi traumáival is meg kell küzdenie.

## Szereplők

### Főszereplők
| Szereplő                    | Színész            | Magyar hang        | Leírás | Évad |
| --------------------------- | ------------------ | ------------------ | --- | ---- |
| Carmen "Carmy" Berzatto     | Jeremy Allen White | Czető Roland       | Díjnyertes New York-i séf, aki visszatér szülővárosába, Chicagóba, hogy vezesse néhai bátyja, Michael csőd szélén álló olasz marhahúsos éttermét, később átalakítja az éttermet egy fine dining hellyé. | 1–   |
| Richard "Richie" Jerimovich | Ebon Moss-Bachrach | Varga Gábor        | Michael legjobb barátja, az étterem tényleges üzletvezetője; később A mackó vendégfogadójaként dolgozik.                                                                                                | 1–   |
| Sydney "Syd" Adamu          | Ayo Edebiri        | Kardos Eszter      | Tehetséges fiatal séf, aki csatlakozik a csapathoz mint Carmy helyettese. | 1–   |
| Marcus Brooks               | Lionel Boyce       | Weigert Viktor     | Az étterem kenyérsütője, aki Carmy mentorálásának hatására cukrásszá válik. | 1–   |
| Tina Marrero                | Liza Colón-Zayas   | Tarr Judit         | Csípős modorú és makacs szakács, aki végül megragadja a lehetőséget, hogy hivatásos képzésben részesüljön.                                                                                              | 1–   |
| Natalie "Sugar" Berzatto    | Abby Elliott       | Bogdányi Titanilla | Carmy és Michael húga, A mackó vonakodó társtulajdonosa és üzleti vezetője. | 1–   |
| Neil Fak                    | Matty Matheson     | Rada Bálint        | A Berzatto család gyermekkori barátja, aki időnként ezermesterként segít az étteremben. | 1–   |

### Mellékszereplők
| Szereplő                  | Színész              | Magyar hang         | Leírás | Évad   |
| ------------------------- | -------------------- | ------------------- | --- | ------ |
| Chester                   | Carmen Christopher   |                     | Marcus lakótársa és közeli barátja, aki gyakran látogatja az éttermet.                                                                                     | 1–     |
| Michael "Mikey" Berzatto  | Jon Bernthal         | Szatory Dávid       | Carmy és Natalie néhai bátyja, aki kábítószerfüggőséggel küzdött, mielőtt öngyilkosságot követett el.                                                      | 1–     |
| David Fields              | Joel McHale          | Hám Bertalan        | Carmy bántalmazó vezető séfje New Yorkban. | 1–     |
| Ebraheim                  | Edwin Lee Gibson     | Barabás Kiss Zoltán | Somáliai veterán szakács az étteremben, aki közel áll Tinához.                                                                                             | 1–     |
| Gary "Sweeps" Woods       | Corey Hendrix        | Welker Gábor        | Korábbi alacsonyabb ligás baseballjátékos, aki először futárként, majd később sommelierként dolgozik az étteremben.                                        | 1–     |
| Jimmy "Cicero" Kalinowski | Oliver Platt         | Kőszegi Ákos        | Mindenki szeretettel „Nagybácsinak” szólít, az étterem fő befektetője és a Berzatto testvérek apjának legjobb barátja.                                     | 1–     |
| Angel                     | José Cervantes       | Ferenci Péter       | Az étterem mosogatói. | 1–     |
| Manny                     | Richard Esteras      | Szrna Krisztián     | Az étterem mosogatói. | 1–     |
| Pete                      | Chris Witaske        |                     | Natalie lelkes és vidám férje. | 1–     |
| Claire Dunlap             | Molly Gordon         | Kuna Kata           | Orvosi rezidens és a Berzatto család gyermekkori barátja, akibe Carmy tinédzserként titokban szerelmes volt.                                               | 2–     |
| Emmanuel Adamu            | Robert Townsend      |                     | Sydney szeretetteljes és támogató apja, aki ennek ellenére nehezen tudja elfogadni, hogy Sydney egy természeténél fogva kockázatos séfkarriert választott. | 2–3    |
| Josh                      | Alex Moffat          |                     | A mackó egyik szakácsa. | 2.     |
| Theodore "Teddy" Fak      | Ricky Staffieri      | Baráth István       | Neil testvére. | 2–     |
| Adam Shapiro              | Adam Shapiro         |                     | Az Ever étterem séfje. | 2–3.   |
| Chi-Chi                   | Christopher Zucchero | Kapácsy Miklós      | A Mikey által tulajdonolt étterem korábbi alkalmazottja, akit újra felvesznek, hogy segítsen működtetni A mackó szendvicsablakát.                          | 1., 3. |

### Epizódszereplők
| Szereplő                     | Színész         | Magyar hang      | Leírás                                                                                              | Évad |
| ---------------------------- | --------------- | ---------------- | --------------------------------------------------------------------------------------------------- | ---- |
| Luca                         | Will Poulter    | Tárnok Csaba     | Cukrász, aki Marcus mentora lesz, amíg Koppenhágában tanul.                                         | 2–   |
| Andrea Terry                 | Olivia Colman   | Mics Ildikó      | Brit vezető séf az Ever nevű fine dining étteremben, ahol Richie gyakornokoskodik.                  | 2–   |
| Jessica                      | Sarah Ramos     | Fábián Nikolett  | Az Ever étterem vendégfogadója.                                                                     | 2–   |
| Garrett                      | Andrew Lopez    | Geri Tamás       | Richie felügyelője az Evernél.                                                                      | 2–   |
| Stevie                       | John Mulaney    | Szabó Andor      | Michelle partnere.                                                                                  | 2–   |
| Sammy Fak                    | John Cena       | Bognár Tamás     | Neil és Teddy testvére.                                                                             | 3.   |
| Nicholas "Komputer" Marshall | Brian Koppelman | Galbenisz Tomasz | A Berzatto család barátja, akit azért vonnak be, hogy segítsen A mackó költségeinek csökkentésében. | 3.   |
| Daniel Boulud                | Daniel Boulud   | Imre István      | Francia séf és étteremtulajdonos.                                                                   | 3.   |

### Magyar változat
- Magyar szöveg: Vajda Evelin
- Hangmérnök: Salgai Róbert
- Vágó: László László, Baltazár Boldizsár (3. évad), Házi Sándor (4. évad)
- Gyártásvezető: Bogdán Anikó
- Szinkronrendező: Dobay Brigitta
- Produkciós vezető: Máhr Rita

A szinkront az Iyuno Hungary készítette.

## Epizódok
| Évad | Évad | Részek száma | Részek száma | Eredeti sugárzás | Eredeti sugárzás | Magyar sugárzás    | Magyar sugárzás    |
| Évad | Évad | Részek száma | Részek száma | Évadbemutató     | Évadzáró         | Évadbemutató       | Évadzáró           |
| ---- | ---- | ------------ | ------------ | ---------------- | ---------------- | ------------------ | ------------------ |
|      | 1.   | 8            | 8            | 2022. június 23. | 2022. június 23. | 2022. október 5.   | 2022. október 5.   |
|      | 2.   | 10           | 10           | 2023. június 22. | 2023. június 22. | 2023. augusztus 2. | 2023. augusztus 2. |
|      | 3.   | 10           | 10           | 2024. június 26. | 2024. június 26. | 2024. július 17.   | 2024. július 17.   |
|      | 4.   | 10           | 10           | 2025. június 25. | 2025. június 25. | 2025. június 26.   | 2025. június 26.   |

### 1. évad (2022)
| Sor. | Év. | Cím                     | Rendező            | Író                               | Premier                           |
| ---- | --- | ----------------------- | ------------------ | --------------------------------- | --------------------------------- |
| 1.   | 1.  | Rendszer (System)       | Christopher Storer | Christopher Storer                | 2022. június 23. 2022. október 5. |
| 2.   | 2.  | Kezek (Hands)           | Christopher Storer | Christopher Storer                | 2022. június 23. 2022. október 5. |
| 3.   | 3.  | Brigád (Brigade)        | Joanna Calo        | Christopher Storer                | 2022. június 23. 2022. október 5. |
| 4.   | 4.  | Kutyák (Dogs)           | Christopher Storer | Sofya Levitsky-Weitz              | 2022. június 23. 2022. október 5. |
| 5.   | 5.  | Sheridan (Sheridan)     | Joanna Calo        | Karen Joseph Adcock               | 2022. június 23. 2022. október 5. |
| 6.   | 6.  | Ceres (Ceres)           | Joanna Calo        | Catherine Schetina és Rene Gube   | 2022. június 23. 2022. október 5. |
| 7.   | 7.  | Felülvizsgálat (Review) | Christopher Storer | Joanna Calo                       | 2022. június 23. 2022. október 5. |
| 8.   | 8.  | Braciole (Braciole)     | Christopher Storer | Christopher Storer és Joanna Calo | 2022. június 23. 2022. október 5. |

### 2. évad (2023)
| Sor. | Év. | Cím                    | Rendező            | Író                                       | Premier                             |
| ---- | --- | ---------------------- | ------------------ | ----------------------------------------- | ----------------------------------- |
| 9.   | 1.  | Marhahús (Beef)        | Christopher Storer | Christopher Storer                        | 2023. június 22. 2023. augusztus 2. |
| 10.  | 2.  | Tészta (Pasta)         | Christopher Storer | Joanna Calo                               | 2023. június 22. 2023. augusztus 2. |
| 11.  | 3.  | Fagylalt (Sundae)      | Joanna Calo        | Karen Joseph Adcock és Catherine Schetina | 2023. június 22. 2023. augusztus 2. |
| 12.  | 4.  | Cukordinnye (Honeydew) | Ramy Youssef       | Stacy Osei-Kuffour                        | 2023. június 22. 2023. augusztus 2. |
| 13.  | 5.  | Üdítő (Pop)            | Joanna Calo        | Sofya Levitsky-Weitz                      | 2023. június 22. 2023. augusztus 2. |
| 14.  | 6.  | Hal (Fishes)           | Christopher Storer | Joanna Calo és Christopher Storer         | 2023. június 22. 2023. augusztus 2. |
| 15.  | 7.  | Villa (Forks)          | Christopher Storer | Alex Russell                              | 2023. június 22. 2023. augusztus 2. |
| 16.  | 8.  | Bolognai (Bolognese)   | Christopher Storer | Rene Gube                                 | 2023. június 22. 2023. augusztus 2. |
| 17.  | 9.  | Omlet (Omelette)       | Christopher Storer | Joanna Calo és Christopher Storer         | 2023. június 22. 2023. augusztus 2. |
| 18.  | 10. | A mackó (The Bear)     | Christopher Storer | Kelly Galuska                             | 2023. június 22. 2023. augusztus 2. |

### 3. évad (2024)
| Sor. | Év. | Cím                       | Rendező            | Író                                   | Premier                           |
| ---- | --- | ------------------------- | ------------------ | ------------------------------------- | --------------------------------- |
| 19.  | 1.  | Holnap (Tomorrow)         | Christopher Storer | Christopher Storer és Matty Matheson  | 2024. június 26. 2024. július 17. |
| 20.  | 2.  | Következő (Next)          | Christopher Storer | Christopher Storer és Courtney Storer | 2024. június 26. 2024. július 17. |
| 21.  | 3.  | Ajtók (Doors)             | Duccio Fabbri      | Christopher Storer és Will Guidara    | 2024. június 26. 2024. július 17. |
| 22.  | 4.  | Ibolya (Violet)           | Christopher Storer | Christopher Storer                    | 2024. június 26. 2024. július 17. |
| 23.  | 5.  | Gyerekek (Children)       | Christopher Storer | Christopher Storer                    | 2024. június 26. 2024. július 17. |
| 24.  | 6.  | Szalvéták (Napkins)       | Ayo Edebiri        | Christopher Storer                    | 2024. június 26. 2024. július 17. |
| 25.  | 7.  | Örökség (Legacy)          | Joanna Calo        | Christopher Storer                    | 2024. június 26. 2024. július 17. |
| 26.  | 8.  | Jégdara (Ice Chips)       | Christopher Storer | Joanna Calo                           | 2024. június 26. 2024. július 17. |
| 27.  | 9.  | Bocsánatkérés (Apologies) | Christopher Storer | Alex Russell                          | 2024. június 26. 2024. július 17. |
| 28.  | 10. | Mindörökké (Forever)      | Christopher Storer | Christopher Storer                    | 2024. június 26. 2024. július 17. |

### 4. évad (2025)
| Sor. | Év. | Cím | Rendező | Író                               | Premier                           |
| ---- | --- | --- | ------- | --------------------------------- | --------------------------------- |
| 29.  | 1.  | ?   |         | Christopher Storer                | 2025. június 25. 2025. június 26. |
| 30.  | 2.  | ?   |         | Catherine Schetina                | 2025. június 25. 2025. június 26. |
| 31.  | 3.  | ?   |         | Rene Gube                         | 2025. június 25. 2025. június 26. |
| 32.  | 4.  | ?   |         | Ayo Edebiri és Lionel Boyce       | 2025. június 25. 2025. június 26. |
| 33.  | 5.  | ?   |         | Karen Joseph Adcock               | 2025. június 25. 2025. június 26. |
| 34.  | 6.  | ?   |         | Christopher Storer                | 2025. június 25. 2025. június 26. |
| 35.  | 7.  | ?   |         | Joanna Calo                       | 2025. június 25. 2025. június 26. |
| 36.  | 8.  | ?   |         | Joanna Calo és Christopher Storer | 2025. június 25. 2025. június 26. |
| 37.  | 9.  | ?   |         | Joanna Calo és Christopher Storer | 2025. június 25. 2025. június 26. |
| 38.  | 10. | ?   |         | Christopher Storer                | 2025. június 25. 2025. június 26. |

## A sorozat készítése
Az FX 2021 márciusában rendelte meg A mackó próbaepizódját, amelyet a sorozat alkotója, Christopher Storer írt és rendezett. Az FX ezt követően 2021 októberében hagyta jóvá a sorozatot. A szendvicsbolt belső tere a chicagoi Mr. Beef üzlet alapján készült, amely az Orleans Streeten található River North városrészben. Storer gyakori vendég volt itt, és barátságot ápolt a tulajdonos fiával.